# Los Flecos
Los Flecos fueron una banda española de rock surgida en Madrid a principios de 1965. A pesar de su corta vida (se disolvieron a finales de 1966) son considerados uno de los mejores grupos del rock español y, todavía hoy, siguen siendo reivindicados por muchas formaciones actuales.

## Biografía
El nacimiento de Los Flecos fue, en parte, consecuencia del éxito que Los Brincos estaban teniendo en la escena española de la época (1964-65). Su éxito demostró que era posible que una banda española de rock y beat triunfase rotundamente interpretando sus propias composiciones en español sin tener que recurrir a versiones de temas anglosajones. Fue por eso que la discográfica Vergara apostó por este nuevo grupo madrileño, compuesto por músicos con amplia experiencia -todos provenían de conjuntos "veteranos" como Los Flaps, Los Pekenikes, Los Estudiantes o Los Sonor- con la esperanza de encontrar una especie de rivales y sustitutos para la "Brincosis". Incluso intentaron crear una imagen reconocible y peculiar, con largas levitas negras y pequeños flecos en las mangas (imitando, en cierto modo, a Los Brincos, que habían recuperado la capa española).
Su primer Ep, publicado a finales de 1965, fue un auténtico éxito. En él destaca el tema "Distinta"; un medio-tiempo de clara inspiración beat que, a día de hoy, sigue siendo considerado un clásico del rock español de todos los tiempos.
A principios de 1966 Carlos Guitart abandona la formación, siendo sustituido por el hispano-suizo Daniel Grandchamp. Siguen actuando y obteniendo un gran éxito con su imagen epatante y su impecable sonido. Y publican un segundo Ep y ya, a finales de año, un sencillo que, aunque obtienen buena repercusión comercial, no terminan de ser los superventas que la banda y su discográfica esperaban.
La opción anti-Brincos no ha terminado de cuajar. Al menos, no en la medida que ellos ambicionaban. Y, para colmo, otros grupos como Los Sírex o Los Salvajes también están obteniendo un éxito masivo en España. Por no hablar de Los Bravos, que incluso trascienden el mercado español y se convierten en un fenómeno internacional, entrando en la mayor parte de las listas mundiales de superventas (incluidas las anglosajonas) en ese mismo año.
Y es por eso que, considerando que no han alcanzado su objetivo de ser la banda-referente de la escena nacional, a finales de 1966 Los Flecos terminan disolviéndose.

## Discografía
- Ep: "Estás lejos / Distinta / No se lo digas / Vales poco para mí" (Vergara, 1965)
- Ep: "Correr / Pues dilo / Como él / Lloraste" (Vergara, 1966)
- Sencillo: "Los gusanos / Déjalo ya" (Vergara, 1966)
- LP: "Los Flecos; Todas sus grabaciones" - Disco recopilatorio. (Alligator Records, 1998)